# Paspalum glabrinode
Paspalum glabrinode är en gräsart som först beskrevs av Eduard Hackel, och fick sitt nu gällande namn av Osvaldo Morrone och Fernando Omar Zuloaga. Paspalum glabrinode ingår i släktet tvillinghirser, och familjen gräs. Inga underarter finns listade i Catalogue of Life.